# Morgiana
Morgiana (titlul original: în cehă Morgiana) este un film dramatic / horror cehoslovac, realizat în 1972 de regizorul Juraj Herz, după romanul din anul 1929 Jessy și Morgiana (titlul original Wikisource: Джесси и Моргиана) al scriitorului Aleksandr Grin, protagoniști fiind actorii Iva Janžurová, Josef Abrhám, Nina Divíšková și Petr Čepek. 
Filmul face parte din categoria noul val cehoslovac.

## Conținut
Viktoria a trăit mereu în umbra iubitei sale surori gemene, Klara. Când tatăl lor moare, lasă cea mai mare parte din avere, moștenire lui Klara. În plus, tocmai acum ajunge să se apropie de Klara, bărbatul de care este ea îndrăgostită. Viktoria plină de gelozie, începe să urzească un plan cum să o omoare pe Klara... 

## Distribuție
- Iva Janžurová – Klara / Viktoria
- Josef Abrhám – Marek
- Nina Divíšková – Otilia
- Petr Čepek – Glenar
- Josef Somr – Opilec
- Jiří Kodet – Bessant
- Jirí Lír – Dustoiník
- Ivan Palúch – Karel
- Zuzana Fisárková – Mercedes
- Marie Drahokoupilová – Alzbeta
- Jana Sedlmajerová – Eva

## Culise
Morgiana din titlul filmului, este pisica siameză a Viktoriei, care este martora a tot ce se întâmplă în film, de la planificarea inițială, la executarea lui și până la finalul misterios. Deși pisica nu are un rol important în întreaga istorie a filmului, este totuși reprezentarea simbolică a temei și întâmplărilor din fim.
Rolul ambelor surori este interpretat de actrița Iva Janžurová. Scenele pe malul marii sunt filmate în Bulgaria.